# Arden (Delaware)
Arden je selo u američkoj saveznoj državi Delaware. Prema popisu stanovništva iz 2010. u njemu je živjelo 439 stanovnika.